# Kierzków (województwo lubelskie)
Kierzków – wieś w Polsce położona w województwie lubelskim, w powiecie łukowskim, w gminie Stanin. Obok miejscowości przepływa Bystrzyca, niewielka rzeka dorzecza Wisły.
| SIMC    | Nazwa    | Rodzaj  |
| ------- | -------- | ------- |
| 0689421 | Kierzków | kolonia |

Wieś szlachecka położona była w drugiej połowie XVI wieku w ziemi łukowskiej województwa lubelskiego. 
W latach 1975–1998 miejscowość administracyjnie należała do województwa siedleckiego.
Wieś stanowi sołectwo w gminie Stanin. Według Narodowego Spisu Powszechnego z roku 2011 wieś liczyła 235 mieszkańców.
Wierni Kościoła rzymskokatolickiego należą do parafii św. Anny w Jeleńcu.